# Bukošek
Bukošek este o localitate din comuna Brežice, Slovenia, cu o populație de 271 de locuitori.